# ناماکورو دیالو
ناماکورو دیالو (انگلیسی: Namakoro Diallo؛ زادهٔ ۲۹ مارس ۱۹۹۶) بازیکن فوتبال است.
از باشگاه‌هایی که در آن بازی کرده‌است می‌توان به باشگاه فوتبال رن اشاره کرد.
وی همچنین در تیم ملی فوتبال زیر ۲۰ سال فرانسه بازی کرده‌است.